# Lumena, or the Ancient British Battle

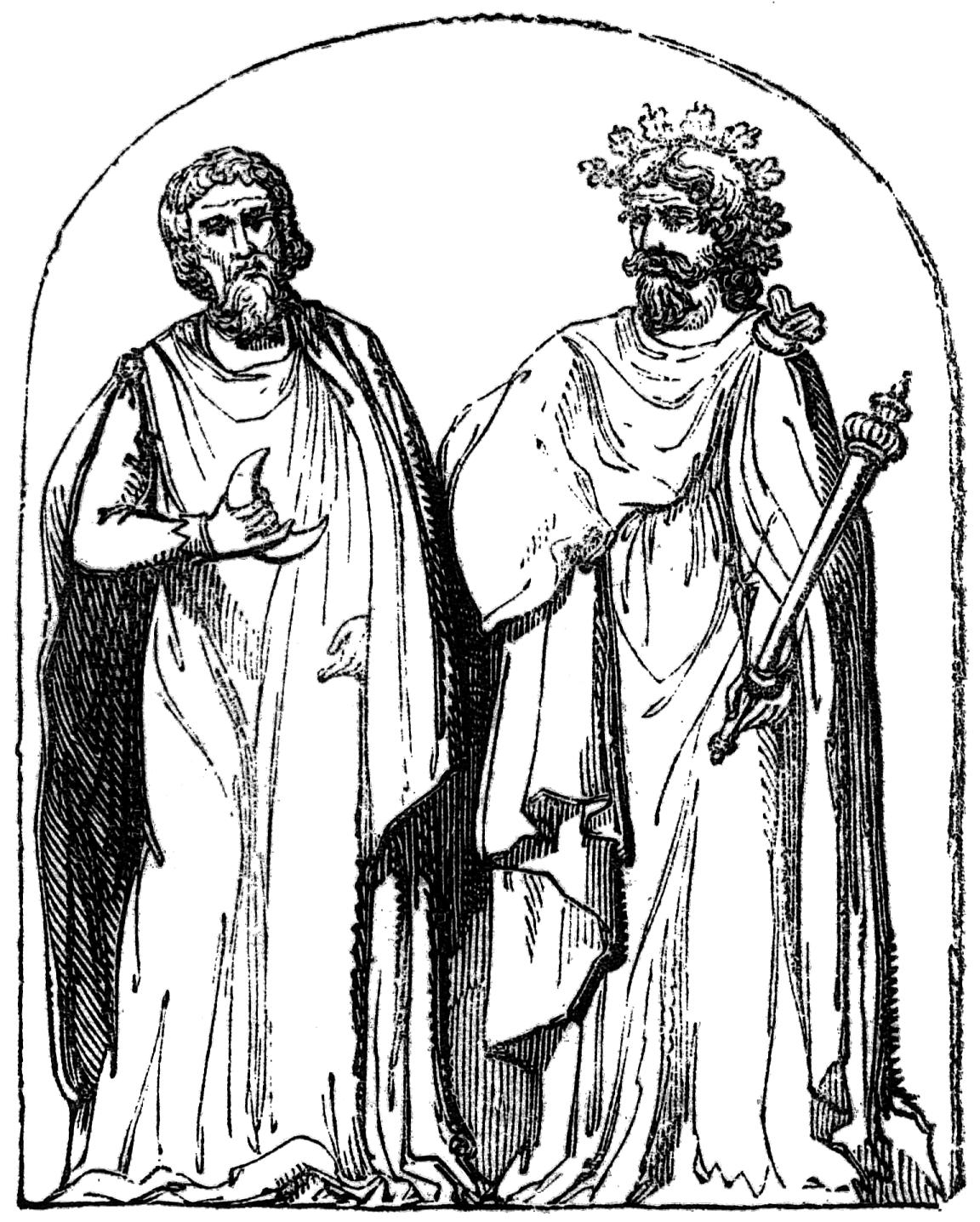
Dwaj druidzi

Lumena, or the Ancient British Battle – poemat angielskiego poety Thomasa Noble'a (1780-1840), opublikowany w 1808 w tomie dzieł zebranych,  zawierającym też utwór Blackheath: or, A Morning Walk in the Spring of 1804 i przekład pierwszej księgi rzymskiego eposu Gajusza Waleriusza Flakkusa Argonautyki. Akcja poematu rozgrywa się w starożytności, w czasach druidów. Utwór jest napisany wierszem parzyście rymowanym.

Give the loud the awakening breath!
Wave high the faulchion, beckoning Death!
At once the thirsty ﬁend attends:
The bow creaks dreadful, which he bends,--
And the standard, that he rears,
Droops heavy, wet with blood and tears!
He shakes the traces of our car---
He urges, furious, ’mid the war.
Lumena, my beloved, my bride,---
Be thine the rapid horse to guide;

Książka z utworami Thomasa Noble'a została zilustrowana przez braci poety, Samuela i Williama.